# Simon the Sorcerer’s Pinball
Simon the Sorcerer’s Pinball — компьютерная игра в жанре симулятора пинбола, разработанная и выпущенная компанией Adventure Soft для платформы Windows в ноябре 1998 года. Является спин-оффом серии Simon the Sorcerer.
Игра была негативно встречена игровой прессой. Хотя некоторые журналисты отмечали такие её положительные стороны, как низкая стоимость и затягивающий игровой процесс, большинство отметило отсутствие разнообразных столов, устаревшую статичную графику и отставание от конкурентов по жанру.

## Игровой процесс

Снимок игрового процесса. Шар находится на «фабрике рагу Болотничка».

Simon the Sorcerer’s Pinball представляет собой симулятор пинбола с одним столом классического вида и матричным индикатором, на котором ведётся подсчет очков, а также появляются различные подсказки. В игре присутствует как однопользовательский режим, так и возможность играть в многопользовательском режиме, поддерживающим от 2 до 4 человек за одним компьютером.
Как и в других видеоиграх этого жанра, игровой процесс заключается в получении максимального количества очков путём манипуляции игровым шариком при помощи флипперов. В дополнение к этому, в Simon the Sorcerer’s Pinball присутствует сюжет, согласно которому злой колдун Сордид похитил известных по другим играм серии о Саймоне персонажей: Аликс, Чиппи, детей Болотничка и Мальчика-ёжика. Для того, что бы спасти заложников, игроку нужно, не теряя шара и попадая в определённые объекты на столе, пройти через три стадии: найти заложника, открыть камеру и спасти заложника.
Помимо этого на игровом поле расположены различные особые предметы, обладающие различными положительными или отрицательными свойствами. Например, в правом верхнем углу находится «фабрика рагу Болотничка» (англ. Swampy's Stew Factory) с тремя грибами, попадая по которым игрок получает очки, а на самом верху расположен «огненный балкон» (англ. The Fiery Balcony) — жилище демонов Джеральда и Макса, которые устанавливают хорошие или плохие модификаторы, такие как «свинцовый шар» (увеличивается масса шара), «раскалённый шар» (увеличивается скорость шара), или меняют управление флипперами местами.

## Разработка и выход
Simon the Sorcerer’s Pinball была выпущена в ноябре 1998 года. В титрах игры все её авторы скрываются под различными псевдонимами и инициалами: так, например, геймдизайнерами указаны С «Балти Сендвич» У (англ. S 'Balti Sandwich' W) и А «Салациус Крамб» Б (англ. A 'Salacious Crumb' B). Руководство пользователя содержало рекламу-тизер, находящейся на тот момент в разработке полноценной третьей части Simon the Sorcerer. Сообщалось, что выход триквела запланирован на конец 1999 года.
В немецкое издание, помимо основной игры, вошла полная версия первой части серии о Саймоне, а также видеоклипы и темы для рабочего стола, посвященные Simon the Sorcerer 3D.

## Отзывы
| Иноязычные издания | Иноязычные издания |
| Издание            | Оценка             |
| ------------------ | ------------------ |
| PC Games           | 30 %               |
| PC Player          | 53 %               |

Мартин Шнелле из немецкого журнала PC Player написал игре сдержанную рецензию и отметил, что Simon the Sorcerer’s Pinball может заинтересовать только самых преданных фанатов Саймона. Из плюсов он отметил её невысокую стоимость. Критик журнала PC Games Рюдигер Штейдле дал игре негативный отзыв и написал, что она «излучает „седое“ очарование MS-DOS», но при этом сильно отстаёт от конкурентов, таких как Pro Pinball. Штейдле заметил, что в игре только один стол, который при этом ещё и очень простой. Помимо этого, журналист раскритиковал озвучку, но при этом положительно отозвался о музыкальном сопровождении.
Игровой журналист Курт Калата в своём обзоре спин-оффов серии Simon the Sorcerer охарактеризовал Simon the Sorcerer’s Pinball как созданную за короткий срок для того, чтобы заработать денег, и заключил, что игра не стоит внимания игроков. Журнал Retro оценил игру как «ниже среднего» и предположил, что несмотря на то, что целью выпуска этого продукта было сохранение узнаваемости бренда, Pinball скорее нанёс вред его репутации.